# 谢尔盖·雷萨克
谢尔盖·彼得罗维奇·雷萨克（烏克蘭語：Сергій Петрович Лисак）是乌克兰政治人物，自2023年2月7日起担任第聂伯罗彼得罗夫斯克州州长。